# Моррісон (Іллінойс)
Моррісон (англ. Morrison) — місто (англ. city) в США, в окрузі Вайтсайд штату Іллінойс. Населення — 4085 осіб (2020).

## Географія
Моррісон розташований за координатами 41°48′28″ пн. ш. 89°57′42″ зх. д. / 41.80778° пн. ш. 89.96167° зх. д. (41.807867, -89.961664).  За даними Бюро перепису населення США в 2010 році місто мало площу 6,38 км², уся площа — суходіл.

## Демографія
Згідно з переписом 2010 року, у місті мешкало 4188 осіб у 1713 домогосподарствах у складі 1086 родин. Густота населення становила 657 осіб/км².  Було 1870 помешкань (293/км²).
Расовий склад населення:
| - 96,8 % — білих - 0,8 % — чорних або афроамериканців - 0,6 % — корінних американців - 0,1 % — азіатів |

До двох чи більше рас належало 1,0 %. Частка іспаномовних становила 2,6 % від усіх жителів.
За віковим діапазоном населення розподілялося таким чином: 21,6 % — особи молодші 18 років, 57,0 % — особи у віці 18—64 років, 21,4 % — особи у віці 65 років та старші. Медіана віку мешканця становила 41,9 року. На 100 осіб жіночої статі у місті припадало 95,4 чоловіків;  на 100 жінок у віці від 18 років та старших — 94,8 чоловіків також старших 18 років.
Середній дохід на одне домашнє господарство  становив 58 109 доларів США (медіана — 44 577), а середній дохід на одну сім'ю — 70 456 доларів (медіана — 57 823). Медіана доходів становила 45 729 доларів для чоловіків та 33 796 доларів для жінок. За межею бідності перебувало 7,5 % осіб, у тому числі 1,2 % дітей у віці до 18 років та 7,5 % осіб у віці 65 років та старших.
Цивільне працевлаштоване населення становило 1857 осіб. Основні галузі зайнятості: освіта, охорона здоров'я та соціальна допомога — 23,4 %, виробництво — 17,9 %, роздрібна торгівля — 16,5 %.